# K-pop Star (chương trình truyền hình)
K-pop Star (Hangul: 서바이벌 오디션 K팝 스타) là một chương trình truyền hình thực tế sống còn của Hàn Quốc, nơi 3 công ty giải trí hàng đầu Hàn Quốc tổ chức thử giọng trên khắp thế giới để tìm ra những ngôi sao Kpop tiềm năng tiếp theo. Vòng sơ tuyển được tổ chức ở khắp nơi trên thế giới bao gồm Châu Á, Bắc Mỹ, Nam Mỹ, Châu Âu và Úc. Thí sinh chiến thắng cuối cùng được ra mắt với công ty do họ lựa chọn, cùng với một giải thưởng tiền mặt 300 triệu won (khoảng 300.000 đô la Mỹ), hai phương tiện đi lại mới, và cơ hội để trở thành người mẫu quảng cáo, diễn viên...
Ba giám khảo ban đầu của chương trình là Yang Hyun-suk (người sáng lập YG Entertainment, cựu thành viên Seo Taiji & Boys), Park Jin-young (ca sĩ, nhạc sĩ, người sáng lập JYP Entertainment) và từ SM Entertainment là biểu tượng nhạc pop Hàn Quốc, BoA. SM, YG, và JYP là ba công ty giải trí lớn nhất Hàn Quốc. Từ mùa thứ 3, BoA đã được thay thế bởi ca sĩ-nhạc sĩ You Hee-yeol của Antenna Music.
K-pop Star là một phần của chương trình truyền hình thực tế của đài SBS, Good Sunday cùng với Running Man. Mùa đầu tiên của chương trình được phát sóng vào ngày 4 tháng 12 năm 2011, vào mỗi buổi tối chủ nhật lúc 6 giờ 30 tối, cho đến ngày 29 tháng 4 năm 2012. Mùa thứ hai phát sóng từ 18 tháng 11 năm 2012 đến ngày 14 tháng 4 năm 2013 lúc 4 giờ 55 chiều. Ca sĩ Yoon Do-hyun và nghệ sĩ Boom đã dẫn chương trình trực tiếp cho mùa 1 và mùa 2. Mùa thứ ba phát sóng từ ngày 24 tháng 11 năm 2013 đến ngày 13 tháng 4 năm 2014, mỗi tối chủ nhật lúc 4 giờ 40 chiều. Jung Hyun-moo và Yoo Hye-young trở thành MC mới của mùa 3 thay cho Yoon Do-hyun và Boom. Mùa thứ 4 được phát sóng từ 23 tháng 11 năm 2014 đến 12 tháng 4 năm 2015 vào mỗi tối chủ nhật lúc 4 giờ 50 chiều với Yura (Girl's Day) là MC thay cho Yoo Hye-young. Mùa thứ 5 bắt đầu phát sóng từ ngày 22 tháng 11 năm 2015.
Mùa thứ 6 được công bố là mùa cuối cùng của K-pop Star với tên gọi K-pop Star 6: The Last Chance. Mùa giải cuối cùng sẽ được phát sóng vào tháng 11 năm 2016.